# Бауле
Бауле (боули, бауре) — народ группы акан в центральных и южных районах Кот-д’Ивуара. Численность превышает 1,5 млн человек. Около 17,1 % от всего населения страны. Подразделяются на субэтнические группы: уаребо, фаафуэ, нанафуэ, сафуэ, нзипри, агба, аитуту (ату, атуту), айоло (саттикана), нгба, абэ, кодэ, бру (бро), сана, фали, айяу, юрэ и др. Близки аньи.

## История
Согласно этногенетической легенде, предками бауле была группа ашанти, переселившаяся под водительством правительницы Аура Поку в междуречье Нзи и Бандамы в 1750-е гг. Современные исследователи считают, что этническая общность бауле сформировалась на базе различных аканских групп, переселившихся на современные территории из западных районов Ганы (страна Аа, Аафо) в XVII—XVIII веках и создавших ряд раннеполитических образований (вождеств и их союзов): Уаребо (Сакасу), Айту, Нанафуэ, Фаафуэ и др. В доколониальный период у бауле возникло социальное деление на знать, свободных общинников и зависимых (невольников и кабальников). Этноним бауле происходит от топонима Бауре. (Аура Поку 1960: 16-24).

## Язык
Говорят на языке бауле (Семья ква, нигеро-кордофанские языки). (Токарева 1990: 75).

## Религия
Большинство бауле сохраняет приверженность традиционным верованиям, значительная часть — христиане (католики и протестанты), есть мусульмане-сунниты (в городах).

## Население

### Занятия
Основное традиционное занятие — тропическое ручное с различными сроками залежей подсечно-огневое земледелие (ямс, таро, бананы, маниок, просо, сорго, фонио, арахис;
товарные культуры — масличная и кокосовая пальмы, какао, сахарный тростник, ананасы, гевея).
Традиционные ремёсла — резьба по дереву (антропоморфная и зооморфная скульптура, маски), кузнечное, ткацкое и др. (Токарева 1990: 140—145).

### Жилище
Сельские поселения компактные, постоянные и временные на дальних земельных участках. Жилище преимущественно прямоугольное в плане, каркасно-столбовой конструкции, плетённое из веток, стены обмазаны глиной; крыша высокая, четырёхскатная из листьев пальмы рафии. (Baumann 1936: 54-55).

### Одежда
Традиционная одежда — общеаканское кенте, бубу, богато орнаментирована. Распространяется европеизированная одежда.

### Еда
Основа пищи — клубне- и корнеплоды (ямс и др.), бананы, каши из бананов, проса, риса, овощи; употребляют масло масличной пальмы.

### Социальная организация
Основу традиционной социальной организации составляют деревенские и большесемейные общины, матрилинейные роды и патрилатеральные институты. Брачное поселение вирилокальное, практикуются полигиния, сорорат, левират, покупной Брак. Счёт родства матрилинейный с пережитками патрилатеральности. (Народы и религии мира 1998: 54).

### Традиции
Распространены культы предков и небесного духа Ньямие, полидемонизм (пандемониум во главе с демиургом Адудуа), фетишизм, вера в магию и ведовство.
У бауле богатый музыкальный фольклор, разнообразные сказки, легенды, басни, пословицы.
Ритуальные танцы: танец ге-гблин («люди на ходулях») а также кинион-пли (танец сбора урожая).
Среди традиционных праздников следует отметить праздник ямса.

## Известные представители народа бауле
- Феликс Уфуэ-Буаньи — первый президент.